# Округ Јунион (Северна Каролина)
Округ Јунион (енгл. Union County) је округ у америчкој савезној држави Северна Каролина.

## Демографија
По попису из 2010. године број становника је 201.292, што је 77.615 (62,8%) становника више него 2000. године.
| Група             | 2000.          | 2010.           |
| Белци             | 98.612 (79,7%) | 150.098 (74,6%) |
| Афроамериканци    | 15.480 (12,5%) | 23.558 (11,7%)  |
| Азијати           | 720 (0,6%)     | 3.271 (1,6%)    |
| Хиспаноамериканци | 7.637 (6,2%)   | 20.967 (10,4%)  |
| Укупно            | 123.677        | 201.292         |